# Plaza de la Platería de Martínez
La plaza de la Platería de Martínez es el nombre dado ya en el siglo XX a la plazuela de Madrid que forman, en su confluencia con el paseo del Prado, la calle de Huertas, la de la Alameda y la de Moratín, en el barrio de Cortes o de Huertas, en el espacio urbano conocido también como barrio de las musas o de las letras.

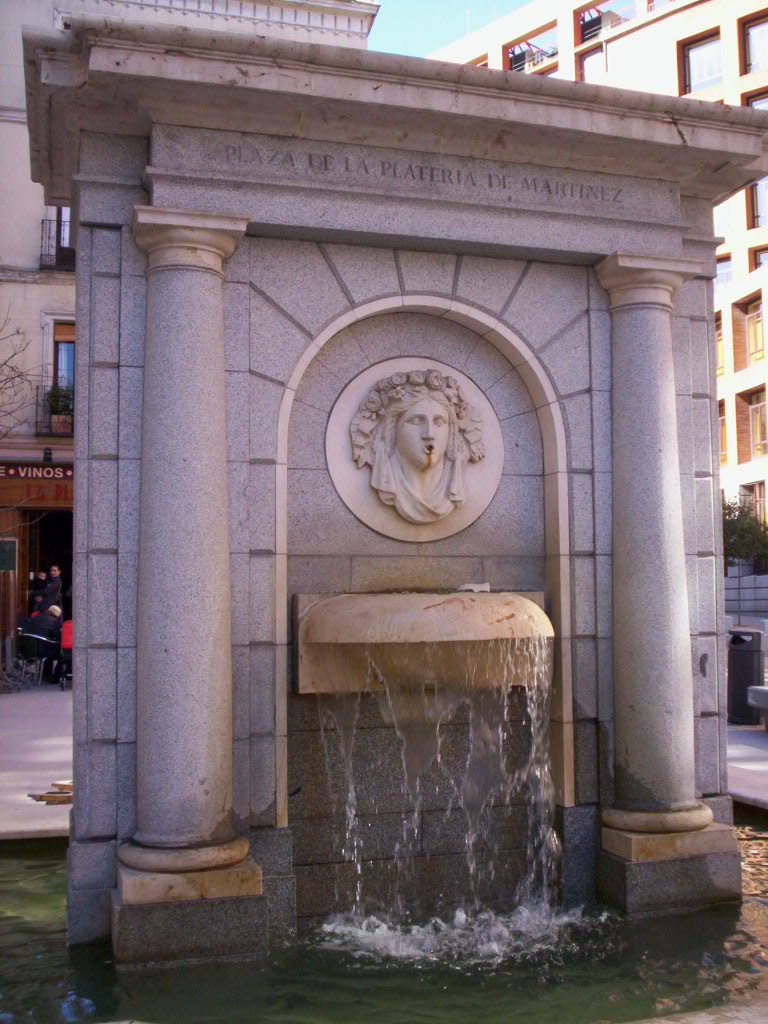
Fuente con inscripción conmemorativa

Primitivamente, formó parte del prado de los Jerónimos, luego las huertas del noviciado de las Hijas de la Caridad y más tarde, como pequeña ensenada para la Real Platería de Martínez, institución creada por Carlos III como escuela de orfebres y para abastecimiento de la Real Casa, y cuyo edificio, derribado a finales del siglo XIX, fue obra del arquitecto Carlos Vargas Machuca. Como recuerdo, preside la plazuela una fuente moderna que imita el estilo neoclásico de la antigua fábrica de platería.